# Kunič
Kunič  je priimek več znanih Slovencev:
- Andrej Kunič, pianist, glasbeni pedagog
- Jožef Kunič (*1946), kemik, politik, diplomat, publicist
- Miha Kunič (*1974?), pravnik, odvetnik
- Peter Kunič, jedrski fizik (IJS)
- Roman Kunič (1961-2019), gradbenik (FGG)